# Sevoflurano
Il sevoflurano (C4H3F7O) (nome commerciale Sevorane) è un anestetico dall'odore dolciastro, completamente non infiammabile usato per l'induzione e il mantenimento dell'anestesia.
Insieme al desflurano sta soppiantando gli altri anestetici volatili come l'alotano, l'enflurano e l'isoflurano grazie alla sua potenza e alla velocità di azione.
Viene somministrato utilizzando un vaporizzatore, integrato nella macchina per anestesia; la sua velocità d'azione e di smaltimento sono secondi solamente a quelle del desflurano, ma grazie alla sua poca irritabilità delle mucose è più frequentemente utilizzato per indurre l'anestesia in maschera.
È liquido a temperatura ambiente e venne introdotto nella pratica clinica per la prima volta in Giappone nel 1990.
A contatto con la calce sodata, utilizzata nelle macchine per anestesia con ricircolo dei gas respiratori come assorbitore di anidride carbonica, forma il Composto A (fluorometil-2,2-difluoro-1-(trifluorometil)vinil etere) e il Composto B (1,1,1,3,3-pentafluoro-2-(fluorometilossi)-3-metilossipropano), specialmente ad alte temperature e quando la calce sodata è particolarmente essiccata. 

È stato dimostrato che il Composto A provoca effetti dannosi ai reni sui ratti. Negli umani non è stata dimostrata tossicità renale, ma esami sulle urine hanno evidenziato proteinuria, glicosuria e enzimuria.

## Usi medici
Il sevoflurano è uno degli agenti anestetici volatili più comunemente usati, in particolare per l'anestesia ambulatoriale, a tutte le età, e anche nella medicina veterinaria. Insieme al desflurano, sta sostituendo l'isoflurano e l'alotano nell'anestesiologia moderna. Viene spesso somministrato in una miscela di ossido di azoto e ossigeno.
Il sevoflurano è considerato un farmaco sicuro, ma è in fase di revisione per il potenziale di neurotossicità, rilevante nella somministrazione a neonati e bambini, e per epatotossicità simile a quella data dall'alotano. Il sevoflurano è un agente di prima scelta usato per indurre l'anestesia via maschera vista la minore tendenza a irritare le mucose.
Il sevoflurano è stato scoperto da Ross Terrell e indipendentemente da Bernard M. Regan. È stato introdotto nella pratica clinica inizialmente in Giappone nel 1990 da Maruishi Pharmaceutical Co.

## Farmacologia
L'esatto meccanismo d'azione degli anestetici generali non è stato delineato. Il sevoflurano agisce come un modulatore allosterico positivo del recettore GABAA.  Agisce anche come un antagonista del recettore NMDA, potenzia i recettori per la glicina, e inibisce i recettori nAChR e i recettori 5-HT3.